# Kinloch Parish Church

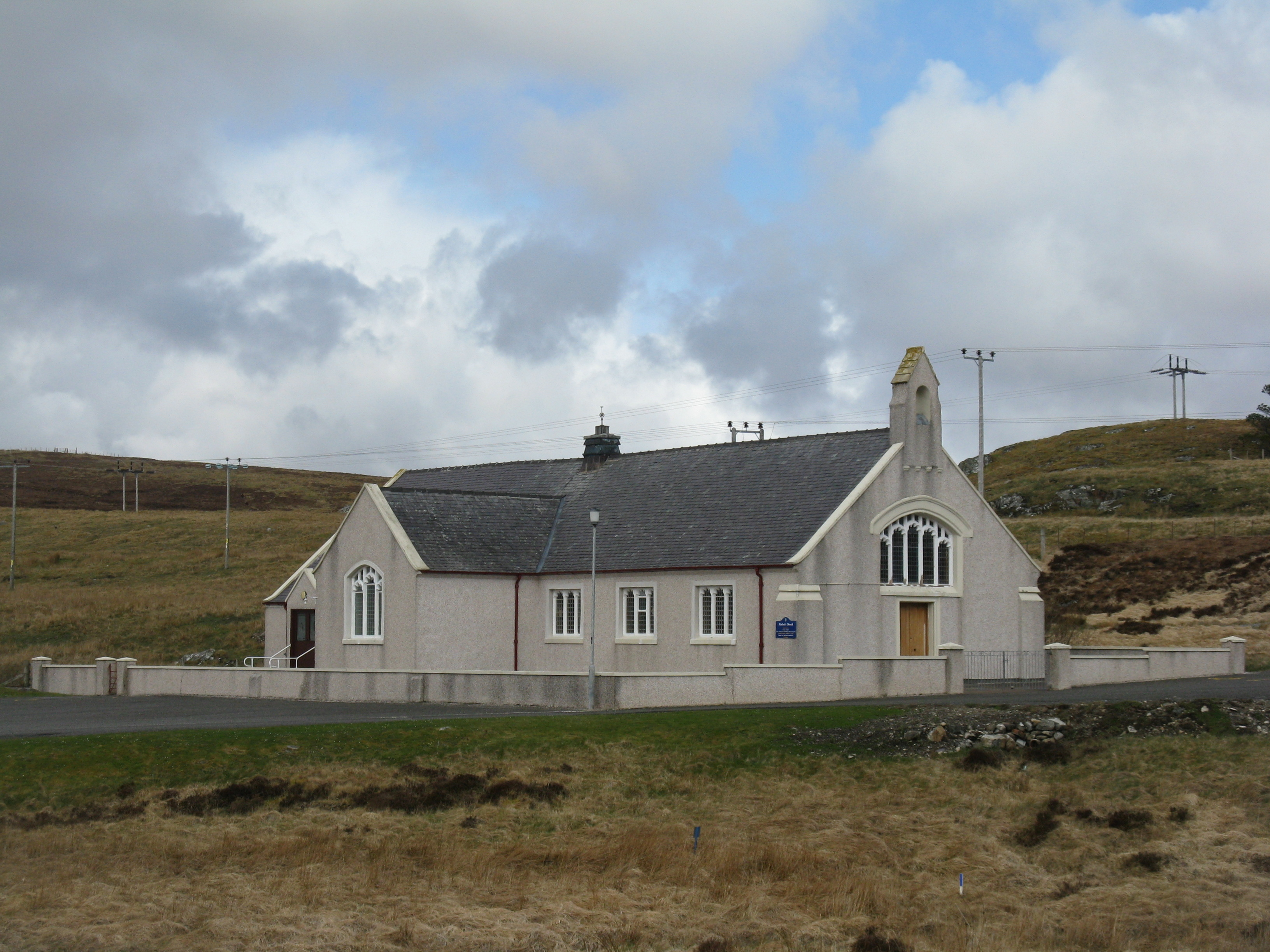
Kinloch Parish Church

Die Kinloch Parish Church, auch Lacasaidh Church beziehungsweise Laxay Church, ist ein Kirchengebäude der presbyterianischen Church of Scotland in der Ortschaft Laxay auf der schottischen Hebrideninsel Lewis and Harris. 1993 wurde das Gebäude in die schottischen Denkmallisten in der Kategorie C aufgenommen.

## Geschichte
Bauherr des Kirchengebäudes war die United Free Church of Scotland. Die heute zur Church of Scotland gehörende Kinloch Parish Church wurde 1910 errichtet. Es bestehen starke architektonische Parallelen zur Bruan Church in der traditionellen Grafschaft Caithness in Highland, die zur selben Zeit erbaut wurde.

## Beschreibung
Die Kinloch Parish Church steht abseits der A859 oberhalb von Loch Erisort am Westrand der Streusiedlung Laxay. Das Gebäude ist in einer späten Interpretation der Neogotik ausgestaltet. In die ostexponierte Hauptfassade ist ein weites, elliptisch bekröntes Maßwerk eingelassen. Darüber befindet sich ein giebelständiger Dachreiter mit offenem Geläut. Entlang des Kirchenkörpers sind zu Drillingen gekuppelte Lanzettfenster in längliche Aussparungen eingelassen. Aus der Südseite tritt links ein Querschiff heraus. Die Fassaden sind verputzt, wovon Einfassungen ausgenommen und farblich abgesetzt sind. Das abschließende Satteldach ist schiefergedeckt und mit einem schlichten, firstständigen Ventilation ausgeführt.